# Róka János (teológus)
Róka János (Győr, 1727. január 7. – Pozsony, 1790) teológiai doktor, váci kanonok, író.

## Élete
Előbb a jezsuita rendbe lépett, ahol nyolc évet töltött. Győrött, Nagyszombatban és Bécsben folytatta tanulmányait, a magyar törvényt tanulta és a testőrségnél hadbírói tisztet viselt. Később ezen állásától is megvált és a bécsi egyetemen szerezte meg teológiai doktorátusát, 1765-ben. 
A váci püspökmegyében 1768-tól Taksonyban plébános volt. 1769-től plébános, majd a püspöki konzisztórium kancellárja volt Vácott, 1771-től tiszteletbeli kanonok. Mária Terézia 1771-ben kinevezte a Torontál vármegyei Szenthubert francia telepes faluba plébánosnak. Miután Pozsonyban az elemi iskolákat fölállították, 1773-tól haláláig azok igazgatásával bízatott meg. 1775-ben tiszteletbeli boszniai kanonok lett. Számottevő munkásságot fejtett ki a Magyarországra került francia telepesek anyanyelvi kultúrájának megtartásáért és emeléséért, emellett egyházi helytörténetírói munkássága is jelentős.

## Munkái
- A rodhadatlanságnak ajándékán Istentől világgal ismértetett dicsőséges Szent István Magyarország első királya és fő apostola szentül hada- és akadozó kezének csudája. Győr, 1769
- Vita Ignatii Koller de Nagy-Mánya Vesprimiensis episcopi. Posonii et Cassoviae, 1775. arck. (Németül: Pozsony és Kassa, 1776. Kéziratban: censurai példány 1774-től a budapesti egyetemi könyvtárban.)
- Idea methodi erudiendi juventutem in scholis trivialibus... praescriptae. Lingua latina donata. Vindobonae, 1775
- Methodus catechisandi. E. germanico in latinum traducta. Uo. 1776
- Appendix ad methodum catechisandi seu in rebus ad religionem pertinentibus instituendi. Traducta e germanico in latinum. Uo. 1777
- Passavio vindicatus et animadversionibus illustratus piisimae protoreginae Hungariae Giselae tumulus, Posonni & Cassoviae, 1776. Rézmetszettel
- Solennia instraurationis academiae regiae Jaurinensis VII. idus novemb. 1776. preacta. Sopronii
- Alt und neu Waitzen. Pressburg & Kaschau, 1778. rézm.
- Vitae Vespremiensium praesulum Posonii, 1779. (Biró Márton arck)
- Das Leben der seligen Gisela, ersten ungarischen Königin. Wien, 1779
- Jani Arrabonensis noctes Atticae. I-IV. Uo. 1779-80.
- Prolegomena theologiae catecheticae latine reddita et notis locupletata. Uo. 1780. (Szerző arczképe. Kéirata, censurai példány a budapesti egyetemi könyvtárban)
- Nox attica V. Uo. 1782
- Jani Arrabonensis dissertatio de Jaurino. Uo. 1782
- Kriegs- und Friedens-Geschichte zwischen der Krone Hungarn und der ottomanischen Pforte seit dem Jahre 1526. Ofen, 1785 (Kéziratban a pesti egyetemi könyvtárban. A szerző neve hibásan Rockának írva).
- A jobb keze rothadatlanságának ajándékával az Istentől megjutalmazott Szent-Istvánnal, Magyarország első királyának az anyaszentegyház öregbitésén és a szegények gyámolításának buzgó és könyörületes iparkodása. Megmagyarázta... Pozsony, 1785
- Prüfung seiner selbst, da man das erstemal zu dem Tische des Herrn gehet; in Gestalt einer Tabelle, eines Gespräches, einer Betrachtung. Ofen, 1785
- Geschäft eines Sternbenden. Pest, 1786
- Cantiques spirituels traduits de l'allemand en français a l'usage des colonies de larraine dans le Banat de Temeswar. Uo. 1786
- Das Vater unser ausgelegt von... Uo. 1787
- Dem hochwürdigen Herrn Paulo Márthonyi... als um das ganze Waitzener Krichengebiete wohlverdienten funfzigjährigen Priester und besondern Gutthäter der allda neuerbauten Domkirsche... verfasste Jubel-Rede. Ofen, év n.